# Lena Åström
Lena Åström, född 5 november 1964, är en svensk före detta friidrottare (spjutkastning). Hon har tävlat för ett antal klubbar: Glanshammars IF, KFUM Örebro, Västerås FI, Råby-Rekarne IF, Västerås FK. Hon utsågs år 1998 till Stor grabb/tjej nummer 440.